# FK Gelezinis Vilkas
El FK Gelezinis Vilkas es un equipo de fútbol de Lituania que juega en la 5 Lyga, la sexta división de fútbol en el país,

## Historia
Fue fundado en 1989 en la capital Vilnius como el sucesor del desaparecido SRT Vilnius, pero es hasta la temporada de 1992 que logra jugar en la A Lyga por primera vez tras quedar en segundo lugar en la 1 Lyga.
Su primera temporada fue la de 1992/93, en la cual termina en octavo lugar, pero desciende en la temporada siguiente tras quedar en décimo lugar entre 12 equipos.
En la temporada de 1996/97 el club retorna a la máxima categoría luego de adquirir la franquicia del FK Zalgiris-2 Vilnius, pero dos temporadas después el club filial del FK Zalgiris regresa a reclamar la franquicia.
En la temporada 2001 el club retorna a la A Lyga luego de que no se le permitiera a los equipos filiales jugar en la primera división a pesar de haber terminado en cuarto lugar en la A Lyga, y permanece en la primera categoría por dos temporadas hasta que desciende en la temporada 2002 al perder contra el FK Sviesa en la ronda de playoff con marcador global de 1-3.

## Palmarés
- 3 Lyga: 2

2007, 2008